# Galeruca barbara
Galeruca barbara es una especie de insecto coleóptero de la familia Chrysomelidae.
Fue descrita científicamente en 1841 por Erichson.